# Чамурлія-де-Сус
Чамурлія-де-Сус (рум. Ceamurlia de Sus) — село у повіті Тулча в Румунії. Входить до складу комуни Бая.
Село розташоване на відстані 201 км на схід від Бухареста, 48 км на південь від Тулчі, 65 км на північ від Констанци, 86 км на південний схід від Галаца.

## Населення
За даними перепису населення 2002 року у селі проживали 904 особи, з них 902 особи (99,8%) румунів. Рідною мовою 902 особи (99,8%) назвали румунську.